# Малухин, Сергей Алексеевич
Сергей Алексеевич Малухин (род. 26 августа 1962) — советский и российский футболист, защитник.

## Карьера
Воспитанник спортивного клуба «Нефтяник» из города Отрадный Куйбышевской области. В 1979—1982 годах защищал цвета тольяттинского «Торпедо». В 1983 году пополнил ряды «Ротора». В 1985 году в составе ростовского СКА провёл 28 матчей в Высшей лиге. В следующем году вернулся в Волгоград. В 1987 году перешёл в ставропольское «Динамо». В 1989 году защищал цвета городищенской
«Звезды». В 1990 году пополнил ряды волжского «Торпедо». Летом 1991 года перешёл в «Согдиану». Завершил карьеру в «Волгаре» в 1993 году.

## Достижения
- Победитель 2-й зоны Второй лиги: 1980
- Бронзовый призёр 2-й зоны Второй лиги: 1982
- Обладатель Кубка РСФСР: 1980